# Златник (район Вранов-над-Топлёу)
Златник (словац. Zlatník) — село и одноимённая община в округе Бардеёв Прешовского края Словакии.

## История
Впервые упоминается в 1478 году.
В селе есть греко-католическая церковь, построенная в 1939 году.

## Население
| Год:                | 1994 | 2004     | 2014    | 2024     |
| ------------------- | ---- | -------- | ------- | -------- |
| Количество человек: | 86   | 76       | 79      | 70       |
| Разница:            |      | −11,62 % | +3,94 % | −11,39 % |

Национальный состав населения (по данным последней переписи населения 2001 года):
- словаки — 100,0 %.

Состав населения по принадлежности к религии состоянию на 2001 год:
- протестанты — 39,74 %8
- греко-католики — 29,49 %
- римо-католики — 28,21 %